# Medetera kaszabi
Medetera kaszabi är en tvåvingeart som beskrevs av Negrobov 1970. Medetera kaszabi ingår i släktet Medetera och familjen styltflugor. Inga underarter finns listade i Catalogue of Life.